# Gerichtsbezirk Kaltern
Der Gerichtsbezirk Kaltern war ein dem Bezirksgericht Kaltern unterstehender Gerichtsbezirk in der Gefürsteten Grafschaft Tirol. Der Gerichtsbezirk umfasste das Überetsch sowie Teile des Südtiroler Unterlands und gehörte zum Bezirk Bozen. Nach dem Ersten Weltkrieg musste Österreich den gesamten Gerichtsbezirk an Italien abtreten.

## Geschichte
Der Gerichtsbezirk Kaltern wurde durch eine 1849 beschlossene Kundmachung der Landes-Gerichts-Einführungs-Kommission geschaffen und umfasste ursprünglich die acht Gemeinden Eppan, Kaltern, Kurtatsch, Kurtinig, Margreid, Pfatten, Tramin und Unterfennberg.
Der Gerichtsbezirk Kaltern bildete im Zuge der Trennung der politischen von der judikativen Verwaltung
ab 1868 gemeinsam mit den Gerichtsbezirken Bozen, Kastelruth, Klausen, Neumarkt und Sarnthal den Bezirk Bozen.
Der Gerichtsbezirk wies 1869 eine Bevölkerung von 13.743 Personen auf.
1910 wurden für den Gerichtsbezirk 14.362 Personen ausgewiesen, von denen 13.398 Deutsch (93,3 %) und 647 Italienisch oder Ladinisch (4,5 %) als Umgangssprache angaben. In Pfatten (Vadena) stellte die italienische Bevölkerung dabei mit einem Bevölkerungsanteil von 55 % die absolute Mehrheit.
Die Gemeinden Kurtinig, Margreid und Unterfennberg wurden per 1. Jänner 1914 an den Gerichtsbezirk Neumarkt in Tirol umgegliedert.
Durch die Grenzbestimmungen des am 10. September 1919 abgeschlossenen Vertrages von Saint-Germain wurde der Gerichtsbezirk Kaltern zur Gänze Italien zugeschlagen.

## Gerichtssprengel
Der Gerichtssprengel umfasste vor dem Ende des Ersten Weltkriegs die vier Gemeinden Eppan (Appiano), Kaltern (Caldaro), Pfatten (Vadena) und Tramin (Termeno).